# تایهاکو
تایهاکو (به ژاپنی: 太白 タイハク taihaku) نام علمی
(Cerasus lannesiana 'Taihaku' Ingram) نام یک نوع درخت ساکورای باغی است. در انگلستان توسط اینگرام (به انگلیسی: Ingram) کاشته و پرورش داده شده و در سال ۱۹۳۲ به ژاپن بار دیگر وارد شده‌است. امروزه به‌طور گسترده کاشته می‌شود. در بین ساکوراهای باغی بزرگترین قطر گلبرگ را دارد.
- تعداد گلبرگ: ۵ عدد
- رنگ: سفید
- قطر گل: ۵ تا ۶ سانتیمتر* زمان گل‌دهی:اواسط ماه آوریل
- محل نمونه:باغ گیاه‌شناسی جنگل تاما